# Fellsmere
Fellsmere – miasto w Stanach Zjednoczonych, w stanie Floryda, w hrabstwie Indian River.